# John Hill (futebolista)
John B. Hill (7 de janeiro de 1950) é um ex-futebolista norte-irlandês inglês naturalizado neozelandês, que atuava como defensor.

## Carreira
John Hill fez parte do elenco da histórica Seleção Neozelandesa de Futebol da Copa do Mundo de 1982.